# Нємцев Володимир Володимирович
 Володимир Володимирович Нємцев  (нар. 15 листопада 1971 року, Севастополь) — російський політичний діяч. Український колаборант з Росією, голова «Законодавчих зборів» тимчасової окупаційної влади Севастополя з 14 вересня 2019 року.

## Життєпис
Народився 15 листопада 1971 року в Севастополі. Батьки працювали на Севморзаводі ім. Серго Орджонікідзе.
1989 закінчив середню школу № 11.
З 1989 року працював на Севморзаводі слюсарем-судоремонтником.
1995 року закінчив Севастопольський технічний університет за спеціальністю «інженер-кораблебудівник».
З 1995 року — директор інженерно-впроваджувальної фірми «ВІФ».
1999—2005 — заступник керівника КП «Севгорринхоз»
2006—2012 — комерційний директор ТОВ ВКФ «Універсал-сервіс» (благоустрій міських територій).
З 2012 року — заступник директора з розвитку комунального підприємства «Інфостройсєрвіс».
2015 — липень 2017 року — заступник директора ГУП "Севастопольський морський завод".
З липня 2017 по серпень 2018 року — директор ГУПС Центральне конструкторське бюро «Чорноморець».
2018—2019 — директор «Де-Ві Крим».
2018 закінчив магістратуру Севастопольського університету за спеціальністю «Менеджмент: управління проектами».
З 12 квітня по 14 вересня 2019 року — заступник генерального директора ГУП «Севастопольгаз».

### Громадська діяльність
2014 брав участь в початку окупації Криму Росією, член так званої «самооборони» Севастополя.
До квітня 2015 року — координатор з проектної роботи регіонального виконкому «народного фронту» в Севастополі.
З грудня 2015 по 14 вересня 2019 року — співголова регіонального штабу ОНФ в Севастополі. Член містобудівної «ради» Севастополя.

### Голова «Законодавчих зборів» Севастополя
З 14 вересня 2019 року — голова «Законодавчих зборів Севастополя» другого скликання. Кількість голосів, поданих за - 24, проти - нуль. У своєму першому зверненні до депутатів Нємцев запевнив, "що докладе всіх зусиль, щоб законодавчі збори Севастополя стали єдиним механізмом, єдиною командою для вирішення з урядом різних питань на благо Севастополя і Росії".
З 25 лютого 2022 року - Перший заступник секретаря Севастопольського регіонального відділення Партії «Єдина Росія»
З квітня 2022 року - член Клубу законодавців міст федерального значення.
У червні 2022 року - Законодавчі Збори міста Севастополя в особі Голови Законодавчих Зборів міста Севастополя Нємцева В.В. вперше головувало на Конференції Південно-Російської Парламентської Асоціації
З 1 грудня 2022 року - голова Комісії Ради законодавців Російської Федерації при Федеральних Зборах Російської Федерації з координації законотворчої діяльності та моніторингу законодавства. Член Президії Ради законодавців Російської Федерації при Федеральних Зборах Російської Федерації
З вересня 2023 року - викладач кафедри «Політичні науки» Севастопольський національний технічний університет.

## Санкції
Володимир Нємцев працював над подальшою інтеграцією незаконно анексованого міста Севастополя до Російської Федерації і тим самим активно підтримував дії та впроваджував політику, яка підриває або загрожує територіальній цілісності, суверенітету та незалежності України. Нємцев  Володимир є підсанкційною особою багатьох країн.
15 жовтня 2021 року знакодиться під санкціями України.

## Сім'я
Одружений. Виховує трьох синів.

### Нагорода
- Медаль «За повернення Криму» (2014).
- Подяка Президента РФ (2018)